# Анђело, љубави моја
Анђело, љубави моја (енгл. Angelo My Love) је амерички драмски филм из 1983. године. Режирао га је Роберт Дувал. Главну улогу глуми Анђело Еванс. Филм прати Роме у Њујорку. Приказиван је на канском филмском фестивалу 1983. године.

## Радња
Филм прати живот Рома, Анђела, који покушава да врати прстен који је украо Стив Цигоноф, и његову породицу. Приказује ромску културу, суд, венчање, начин на који живе и воле.

## Улоге
| Глумац           | Улога           |
| ---------------- | --------------- |
| Анђело Еванс     | Анђело Еванс    |
| Мајкл Еванс      | Мајкл Еванс     |
| Рути Еванс       | Рути Еванс      |
| Тони Еванс       | Тони Еванс      |
| Деби Еванс       | Деби Еванс      |
| Стив Цигоноф     | Стив Цигоноф    |
| Мили Цигоноф     | Мили Цигоноф    |
| Френки Вилијамс  | Френки Вилијамс |
| Џорџ Николас     | Џорџ Николас    |
| Катерина Рибрака | Патрисија       |
| Тимотеј Филипс   | Школски учитељ  |
| Лаклан Јангс     | Школски новинар |

## Продукција
Роберт Дувал је први пут видео Анђела Еванса 1977. године, када је имао осам година, и свађао се са старијом женом.
Поред Анђела, у филму, су и његов старији брат Мајкл, мајка, његова сестра и девојка; из филма би се могло помислити да нема оца, али он се у ствари појавио у неколико сцена.